# شقران جزائري
شقران جزائري (الاسم العلمي: Puccinia algerica) هو نوع من الفطريات يتبع جنس الشقران من الفصيلة الشقرانية.